# Durham (Nowy Jork)
Durham – miasto w Stanach Zjednoczonych, w stanie Nowy Jork, w hrabstwie Greene.